# Ељин
Ељин (шп. Hellín) град је у Шпанији у аутономној заједници Кастиља-Ла Манча у покрајини Албасете. Према процени из 2017. у граду је живело 30 419 становника.

## Становништво
Према процени, у граду је 2017. живело 30 419 становника.
| 2017.  |
| ------ |
| 30.419 |

## Партнерски градови
- Paysandú